# Atletica leggera ai Giochi della XXIV Olimpiade - 200 metri piani maschili

Video della Finale

I 200 metri piani hanno fatto parte del programma maschile di atletica leggera ai Giochi della XXIV Olimpiade. La competizione si è svolta nei giorni 26-28 settembre 1988 allo Stadio olimpico di Seul.

## Presenze ed assenze dei campioni in carica
| Competizione        | Atleta          | Prestazione | Seul 1988    |
| ------------------- | --------------- | ----------- | ------------ |
| Olimpiadi 1984      | Carl Lewis      | 19”80       | Presente     |
| Commonwealth 1986   | Atlee Mahorn    | 20”31       | Presente     |
| Goodwill Games 1986 | Floyd Heard     | 20”12       | 8° ai Trials |
| Europei 1986        | Vladimir Krylov | 20”52       | Presente     |
| Asiatici 1986       | Jang Jae-keun   | 20”71       | Presente     |
| Panamericani 1987   | Floyd Heard     | 20”25       | 8° ai Trials |
| Africani 1987       | Simon Kipkemboi | 20”90       | Presente     |
| Mondiali 1987       | Calvin Smith    | 20”16       | 5° ai Trials |

## La gara
Pietro Mennea passa il primo turno, ma non scende in pista al turno successivo, i quarti di finale. Diventa il primo velocista capace di partecipare a cinque giochi olimpici.
In finale, Joe DeLoach, talento scoperto da "re" Carl Lewis, poi rivelatosi una meteora, disputa la gara della vita: con una curva perfetta tiene il connazionale sempre qualche centimetro dietro per poi staccarlo negli ultimi metri. Lewis perde così la possibilità di conquistare quattro ori, come gli era riuscito quattro anni prima a Los Angeles.
Il record olimpico di De Loach è la seconda migliore prestazione di sempre ed eguaglia il record di Carl Lewis ai Trials del 1983, a soli tre centesimi dal record del mondo dello stesso Mennea.

## Risultati

### Turni eliminatori
| 10 Batterie        | 26 settembre | 76 partenti       | Si qualificano i primi 4.                    |
| 5 Quarti di finale | 26 settembre | 8 + 8 + 8 + 8 + 8 | Si qualificano i primi 3 + il miglior tempo. |
| 2 Semifinali       | 28 settembre | 8 + 8             | Si qualificano i primi 4.                    |
| Finale             | 28 settembre | 8 concorrenti     |                                              |

### Finale
| Posizione | Atleta            | Nazionalità | Tempo |
| --------- | ----------------- | ----------- | ----- |
|           | Joe DeLoach       | Stati Uniti | 19”75 |
|           | Carl Lewis        | Stati Uniti | 19”79 |
|           | Robson da Silva   | Brasile     | 20"04 |
| 4         | Linford Christie  | Regno Unito | 20"09 |
| 5         | Atlee Mahorn      | Canada      | 20"39 |
| 6         | Gilles Quénéhervé | Francia     | 20"40 |
| 7         | Michael Rosswess  | Regno Unito | 20"51 |
| 8         | Bruno Marie-Rose  | Francia     | 20"58 |

Ai controlli antidoping, nelle urine di Linford Christie, quarto classificato (20"09), vengono ritrovate tracce di pseudoefedrina. Il CIO, chiamato a decidere sul suo caso, sceglie di credere alla sua versione, secondo cui la sostanza è una componente del tè al ginseng che ha bevuto a Seul. Secondo alcune fonti, Christie fu prosciolto per l'intervento diretto della principessa reale, e influente membro del CIO, Anna d'Inghilterra.